# Козачо-Лагерська волость
Козачо-Лагерська волость — адміністративно-територіальна одиниця Дніпровського повіту Таврійської губернії.
Станом на 1886 рік — складалася з 8 поселень, 1 сільської громади. Населення — 3540 осіб (1762 осіб чоловічої статі та 1778 — жіночої), 541 дворове господарство.
|                    | Площа, десятин | У тому числі орної, дес. |
| ------------------ | -------------- | ------------------------ |
| Сільських громад   | 13591          | 12520                    |
| Казенної власності | 1597           | —                        |
| Іншої власності    | 124            | 120                      |
| Загалом            | 15312          | 12640                    |

Найбільше поселення волості:
- Козачі-Лагері — село при річці Конка за 24 верст від повітового міста, 2665 осіб, 410 дворів, православна церква, школа, 2 лавки, ярмарок.